# Alexander Ruud Tveter
Alexander Ruud Tveter, född 7 mars 1991 i Lørenskog, är en norsk fotbollsspelare som spelar för Sandefjord. Han har tidigare spelat för bland annat Halmstads BK, Fredrikstad FK och Follo FK. 

## Karriär
I januari 2016 värvades Ruud Tveter av Halmstads BK, där han skrev på ett tvåårskontrakt.
Inför säsongen 2018 skrev han ett tvåårskontrakt med Sarpsborg 08. I juli 2018 lånades Ruud Tveter ut till Strømmen på ett låneavtal över resten av säsongen. I januari 2020 förlängde han sitt kontrakt i Sarpsborg 08 med ett år.
Den 10 maj 2021 värvades Ruud Tveter av Sandefjord, där han skrev på ett kontrakt över resten av året. I januari 2022 förlängde Ruud Tveter sitt kontrakt med två år.